# Елементарна теория на музиката
Елементарна теория на музиката или теория на музикалните елементи е наука в музикалното изкуство, засягаща изцяло проблематиката, свързана с музикалните елементи, описани подробно по-долу.
Нейното развитие е паралелно свързано с практическото приложение на музиката, а усвояването ѝ е сложен и продължителен процес, без който професионалната музика не би могла да съществува. Като самостоятелна и задължителна дисциплина, Елементарна теория на музиката се изучава в горните класове на музикалните училища и практически и теоретически е застъпена в учебното съдържание на други музикални науки, като солфеж, хармония, полифония, музикален анализ, оркестрация. При кандидатстване в двете музикални академии в България, Националната музикална академия „Панчо Владигеров“ в София и Академията за музикално, танцово и изобразително изкуство в Пловдив, се полага писмен и устен изпит по Елементарна теория на музиката в музикално-теоретичните факултети и само устен изпит в инструменталните и вокални факултети.
Първото учебно пособие по елементарна теория на музиката в България е създадено през 1960-те години от Парашкев Хаджиев и многократно преиздавано от издателство „Музика“. Практически курсове по Елементарна теория на музиката пишат проф. Звезда Йонова от НМА в София и проф. Пенка Минчева от АМТИИ в Пловдив.

## Музикални елементи
Основни понятия
- Тон и шум
- Музикална система
- Звукоред

Октавови групи:
- Основни степени
- Цял тон и полутон
- Разновидности на основните степени
- Видове цели тонове и полутонове
- Тоново съдържание на октавовата група

Записване на тоновете
Правопис на нотите
Начин на увеличаване стойността на нотите:
- точкуване
- лигатура
- фермата

Паузи
Особено деление на стойностите:
- особено деление на двуделните стойности
- собено деление на триделните стойности

Темпо
- Записване височината на тоновете
- Записване силата на тоновете
- Записване тембъра на тоновете

Ритъм, метрум, размер, такт
Делене на метричните времена и на техните части:
- Синкоп
- Видове синкопи

Интервали
Обръщение на интервалите
- Характер на хармоничните интервали
- Енхармонични интервали
- Устойчиви и неустойчиви
- консонанасни интервали
- Диатонични и хроматични интервали

Лад, гама, тоналност
Лад и гама
- Разновидности на мажора и минора
- Тоналност
- Енхармонични тоналности
- Едноименни тоналности
- Паралелни тоналности

Стари ладове
- Хроматична гама
- Целотонна гама
- Пентатоника

Украшения (мелизми)
Съкращения при нотописа
Артикулация
Акорди
Тризвучия
- Хармоническо положение на тризвучията
- Мелодическо положение на тризвучията
- Големина на тризвучията
- Четиризвучия